# Cận Đông

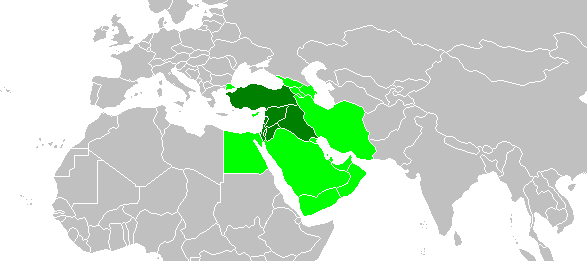
Cận Đông trong ngữ cảnh ngày nay về khảo cổ và lịch sử
Ngữ cảnh rộng hơn

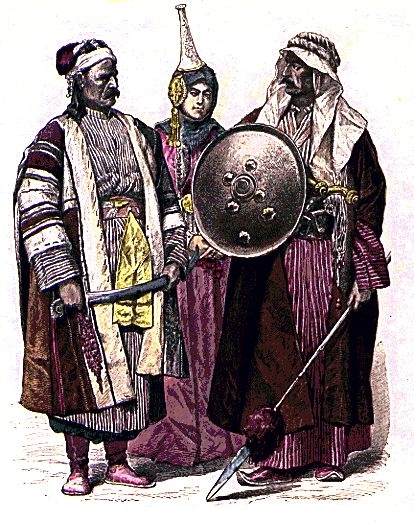
Các cư dân vùng Cận Đông, cuối thế kỷ XIX.

Cận Đông (tiếng Anh: Near East, tiếng Pháp: Proche-Orient) ngày nay là một từ chỉ một vùng bao gồm nhiều nước không xác định rõ đối với các sử gia và các nhà khảo cổ một bên; còn bên kia đối với các nhà khoa học chính trị, kinh tế gia, nhà báo.
Từ này ban đầu được áp dụng cho các nước vùng Balkan ở Đông Nam châu Âu, nhưng nay thường mô tả các nước vùng Tây Nam Á giữa khu vực Địa Trung Hải và Iran, nhất là trong bối cảnh lịch sử.
Từ Cận Đông được các nhà khảo cổ, các nhà địa lý và các sử gia Phương Tây sử dụng để chỉ vùng bao gồm Anatolia (phần thuộc châu Á của Thổ Nhĩ Kỳ ngày nay), phương Đông (Syria, Liban, Jordan, Israel và lãnh thổ Palestine), vùng Lưỡng Hà (Iraq) và vùng phía Nam dãy núi Kavkaz (Gruzia, Armenia và Azerbaijan). Trong bối cảnh chính trị và ngôn ngữ báo chí hiện đại, vùng này thường được gộp vào vùng Trung Đông rộng hơn, trong khi từ "Cận Đông" hoặc Tây Nam Á thường được ưa chuộng trong ngành khảo cổ, địa lý, lịch sử, nhân loại, dân số.

## Bối cảnh
Từ Cận Đông được sử dụng trong thập niên 1890, khi các cường quốc châu Âu đứng trước 2 tình thế khủng hoảng ở "phương Đông": cuộc chiến tranh Trung-Nhật thứ nhất trong các năm 1894–1895 xảy ra ở Viễn Đông, trong khi cuộc diệt chủng Armenia và sự bất ổn định ở đảo Crete và vùng Macedonia xảy ra ở Cận Đông. Nhà khảo cổ học người Anh D.G. Hogarth xuất bản quyển The Nearer East năm 1902, đã giúp định nghĩa từ này và phạm vi của nó, trong đó có Albania, Montenegro, Nam Serbia và Bulgaria, Hy Lạp, Ai Cập, mọi nước thuộc Đế quốc Ottoman, toàn bộ bán đảo Ả Rập và các phần phía tây của Iran.
Có sự đồng ý chung liên quan tới danh sách các nước vùng Cận Đông trong bối cảnh địa-chính trị hiện nay, như có thể thấy từ phạm vi hoạt động của "Phòng phụ trách các vấn đề Cận Đông" của Bộ ngoại giao Hoa Kỳ và "Viện Washington về chính sách đối với vùng Cân Đông" (Hoa Kỳ). Chỉ có việc xếp Thổ Nhĩ Kỳ vào danh sách các nước vùng Cận Đông là còn chưa rõ ràng. Trong khi mọi nước Bắc Phi đều gồm vào vùng này, thì các nước phía nam dãy núi Kavkaz (Armenia, Gruzia, Azerbaijan) không thuộc vùng Cận Đông trong bối cảnh hiện đại. Cơ quan USAID (Hoa Kỳ) đặt các nước này trực thuộc "Phòng phụ trách các vấn đề vùng Á-Âu".
| Nước                     | Phòng phụ trách các vấn đề Cận Đông | Viện Washington về chính sách đối với vùng Cận Đông |
| ------------------------ | ----------------------------------- | --------------------------------------------------- |
| Ai Cập                   | +                                   | +                                                   |
| Iran                     | +                                   | +                                                   |
| Iraq                     | +                                   | +                                                   |
| Israel                   | +                                   | +                                                   |
| Jordan                   | +                                   | +                                                   |
| Liban                    | +                                   | +                                                   |
| Bắc Phi                  | +                                   | +                                                   |
| Oman                     | +                                   | +                                                   |
| Chính quyền Palestina    | +                                   | +                                                   |
| Các nước Vùng Vịnh Ba Tư | +                                   | +                                                   |
| Ả Rập Xê Út              | +                                   | +                                                   |
| Yemen                    | +                                   | +                                                   |
| Thổ Nhĩ Kỳ               | –                                   | +                                                   |

Ghi chú: + bao gồm; – không bao gồm